# Mălina Olinescu
Mălina Olinescu (n. 29 ianuarie 1974, București, România – d. 12 decembrie 2011, București, România) a fost o solistă de muzică ușoară (pop) din România.

## Biografie

### Educație
Mălina Olinescu s-a născut pe data de 29 ianuarie 1974, la București. A absolvit Liceul de Filologie „Iulia Hașdeu”. Provenea dintr-o familie de artiști. Mama sa, Doina Spătaru, este o cântăreață consacrată de muzică ușoară (de la sfârșitul sec.XX) și verișoară cu regretatul Dan Spătaru, foarte cunoscut și îndrăgit solist de muzică ușoară (d.2004). Tatăl Mălinei, Boris Olinescu, a fost un actor din anii '70 ai secolului XX. Ca și rudele sale, Mălina Olinescu ,,a avut chemare" tot spre muzica ușoară pe care a iubit-o. Astfel, Mălina a început să cânte încă de la vârsta de 5 ani, participând apoi la numeroase festivaluri pentru copii și tineret împreună cu corul școlii gimnaziale.

### Carieră muzicală
Începând cu anul 1993, după terminarea liceului, Mălina a cântat în programele unor cluburi din București.
În 1995 a participat la Festivalul de muzică ușoară Aurelian Andreescu, secțiunea interpretare, unde a fost distinsă cu premiul I.
În anul 1996, a făcut parte dintr-o echipă de tineri cântăreți talentați, numită „Școala Vedetelor”, într-un show de televiziune foarte apreciat și urmărit, împreună cu care solista a realizat și numeroase concerte în întreaga țară. Această perioadă a fost pentru cântăreață rampa de lansare în lumea muzicală și șansa ei de a câștiga un public din toate categoriile de vârstă.

### Mamaia și Birmingham
În 1996 a participat la Festivalul de muzică ușoară de la Mamaia, unde a obținut premiul III la secțiunea „Interpretare”.
În 1997, în cadrul aceluiași festival, a obținut împreună cu compozitorul Adrian Romcescu, premiul I la secțiunea „Șlagăre”, cu melodia „Mi-e dor de tine”. De altfel, 1997 a fost un an încununat de succese pentru cântăreață, aceasta câștigând și premiul I la secțiunea „Interpretare” a Festivalului Cerbul de Aur.
În 1998, împreună cu Adrian Romcescu, a câștigat Selecția Națională Eurovision și a reprezentat România la Birmingham, în Anglia, cu melodia Eu cred, clasându-se pe locul 22 din 25, cu șase puncte. Tot în același an a câștigat și premiul al III-lea, împreună cu colegul și compozitorul Adrian Despot, la secțiunea „Creație” a Festivalului Mamaia, cu piesa „Pot să zbor”.
În 2000 a moderat alături de Petre Magdin emisiunea „Întâlnirea de la miezul nopții”, TVR.

### Deces
Mălina Olinescu a murit la 12 decembrie 2011 (în noaptea de duminică spre luni), la vârsta de 37 de ani. Având un declin de carieră muzicală în ultimii ani, Mălina s-a sinucis (ca și tatăl ei) aruncându-se de la etajul 6 al blocului în care locuia, în zona Gării de Nord din București. Bunul prieten al artistei, Călin Geambașu (fiul lui Petre Geambașu, coleg în formația Star 2000, cu Doina Spătaru), a declarat că aceasta s-ar fi sinucis după despărțirea de iubitul ei, Sebastian Truță, acum ,,lead tester" la Electronic Arts. A fost înhumată, alături de tatăl ei, la Cimitirul Sfânta Vineridin București.

## Discografie
În 1997 a avut loc lansarea primului ei album Ready for you, cu cântece în limba engleză semnate de Ștefan Elefteriu.
În 1999 a lansat albumul Pot să zbor. Pentru acest disc, Mălina a lucrat cu compozitorii Andrei Kerestely, Adrian Despot și Adrian Romcescu.
Apare pe „Cutiuța muzicală”, cântece pentru copii.